# Het verhaal van Abraham
Het verhaal van Abraham is een volksverhaal uit Marokko.

## Het verhaal
Abraham droomt, God spreekt tegen hem en vertelt dat hij zijn zoon moet offeren als hij echt van God houdt. Abraham is wanhopig, maar zijn liefde voor God wint. Hij vraagt zijn zoon mee op jacht, de echte reden durft hij niet te vertellen. Bij een muur komt de duivel en deze vertelt Ismaël dat zijn vader hem wil doden. Ismaël scheldt de duivel uit. Een witte duif verschijnt en zij vertelt de jongen dat zijn vader hem wil doden. Ze herhaalt dit driemaal. In het bos vraagt Abraham zijn zoon een houtstapel te bouwen en een vuur te maken. 
Als het vuur brandt, vertelt Abraham dat God gevraagd heeft hem te offeren. Ismaël zegt dat het hem pijn doet dat hij dit nu pas hoort, hij kan zo geen afscheid nemen van zijn moeder. Ismaël neemt de hoofddoek van zijn vader en bindt deze voor zijn ogen. Abraham heft het mes, maar dit valt uit zijn hand. Dit gebeurt nogmaals. Ismaël vraagt of zijn vader hem niet wil doden, of dat het mes niet scherp genoeg is. Abraham slijpt het mes, maar dit valt weer op de grond. Een engel met een schaap verschijnt en de engel zegt dat Ismaël mag blijven leven, omdat Abraham zoveel van God houdt. Het schaap is gezonden om in plaats van de zoon aan God te offeren. 

## Achtergronden
Moslims vieren Aïd-el-Kebir (het Grote Feest of Offerfeest) om deze gebeurtenis te herdenken. Er wordt een schaap geofferd.